# Montague (Prince Edward Island)
Montague is een plaats (town) in de Canadese provincie Prince Edward Island en telt 1995 inwoners (2006). De oppervlakte bedraagt 3,04 km².